# Peterer Sattel
Der Peterer Sattel ist ein 1745 m ü. A. hoher Pass der Packalpe an der Grenze von Kärnten und der Steiermark.

## Lage und Landschaft
Der Peterer Sattel liegt zwischen dem oberen Lavanttal und dem Köflach-Voitsberger Becken in der Weststeiermark.
Er ist der nordöstliche Spitz der Kärntner Landesgrenze.
Westlich unterhalb rinnt der Sattelbach zum Rossbach, der in die Lavant mündet. Ostwärts geht ein namenloses Gerinne zur obersten Teigitsch, einem der großen Nebenflüsse der Mur. Lavant wie Mur sind Drau-Nebenflüsse.
Die Tallinien zum Pass sind auch die Gemeindegrenzen, südwestlich liegt das Kärntner Reichenfels, nördlich Obdach (das hier ein Stück über den Grat greift), südöstlich Hirschegg-Pack.
Nördlich erhebt sich der Speikkogel (1993 m ü. A.), der Gipfel südlich ist der Peterer Riegel (1967 m ü. A.). Der Peterer Sattel liegt am Punkt, ab dem der nördliche Ast der Zentralalpen Richtung Semmering läuft, ein südlicher aber Richtung Slowenien und Kroatien. Der genaue Gratverzweigungspunkt ist der niedrigere Nebengipfel des Speikkogels mit dem Kreuz direkt nördlich des Sattels. Er ist einer der Pässe des wenig profilierten Hauptkammes der Westlichen Steirischen Randgebirges beziehungsweise der östlichen Lavanttaler Alpen, der zur Abgrenzung von dessen Hauptgruppen verwendet wird: Nördlich erstreckt sich das Ameringmassiv der Packalpe Richtung Aichfeld (Judenburg-Knittelfelder Becken) im oberen Murtal. Südlich läuft die Hirschegger Alpe in Richtung der Koralpe. Unweit nordöstlich liegt der Hirschegger Sattel, ab der man spezieller von Stubalpe spricht. Die Packalpe kann als Begriff mitsamt dem Ameringmassiv gerechnet werden, oder auch im engeren Sinne nur südlich des Peterersattels (so etwa in der Landschaftsgliederung der Steiermark). Sonst spricht man hier im Raum allgemein von Pack- und Stubalpe (Alpenvereinseinteilung der Ostalpen), seltener auch Kor- und Packalpe (Gebirgsgruppengliederung nach Trimmel), weil die Abgrenzungen recht unterschiedlich gesehen werden, und Pack-, Stub- wie Hirscheggeralpe auch jeweils als Oberbegriff der Anderen vorkommen kann.

## Touren
Die Gegend ist wie der ganze kärtnerisch-steirische Grenzraum leichtes Wandergebiet. Über den Peterer Sattel verläuft vom Hirschegger Sattel in die Koralpe der Nord-Süd-Weitwanderweg (Österreichischer Weitwanderweg 05) und die Via Alpina (violette Route). Auch sonst sind sternförmig Wege über die umliegenden Gipfel, Höhenwege und Talzustiege möglich.
Die Bergstraße, die von Reichenfels heraufführt (im Tal Rossbach/Sattelbach, ab der Hummerben am Hang), ist nur für die örtliche Agrargemeinschaft offen.